# Jöran Modéer
Stig Jöran Modéer, född 8 juli 1948 i Solna församling, Stockholms län, är en svensk bildkonstnär. Han är far till bland andra Hedda Stiernstedt.
Modéer började på egen hand utveckla sitt konstnärskap och gjorde studieresor på 1970-talet till Nord- och Mellanamerika, Italien och Frankrike. Han har genom åren arbetat i en blandning av abstrakt konst, landskapsmåleri och fotorealistiska stadsbilder. Efterhand har vatten och vattenreflektioner i spelet mellan vågrörelser, yta och djup blivit hans kännetecken. Han arbetar med ett flertal tekniker såsom oljemåleri, akvarell, färggrafik, torrpastell, linoleumsnitt och träsnitt.
Han har deltagit i en rad separat- och samlingsutställningar i bland annat svenska Väsby konsthall, Sigtuna museum, Edsviks konsthall, i Stockholm, Malmö, Uppsala, Sundsvall, Lund, Visby och på Fårö samt internationellt i Santiago de Chile, Guadalajara, Mexiko, i Haag, Nederländerna och i Patras, Grekland. Han har även varit verksam som konstpedagog och med ett engagemang för att låta fler samtida konstnärer bli sedda i det allmänna rummet var han under Stockholms Kulturhuvudstadsår 1998 en av ledarna och jurymedlemmarna för vårsalongen på Väsby konsthall i samverkan med Liljevalchs konsthall.